# Maserati Mistral
Pour les articles homonymes, voir Maserati (homonymie) et Mistral.
La Maserati Mistral est une voiture de sport GT du constructeur automobile italien Maserati, présentée au salon de l'automobile de Turin 1963, et produite à 968 exemplaires jusqu'en 1970.

## Histoire
Ce modèle est conçu par Giulio Alfieri et le designer partenaire historique de Maserati Pietro Frua, sous le numéro de code interne « Tipo AM 109 », avec un long capot et un arrière fastback, pour succéder aux Maserati 3500 GT de 1957, et rivaliser en particulier avec les Jaguar Type E,. Pietro Frua conçoit également sa variante concurrente AC 428 V8 de 1965.

Mistral coupé
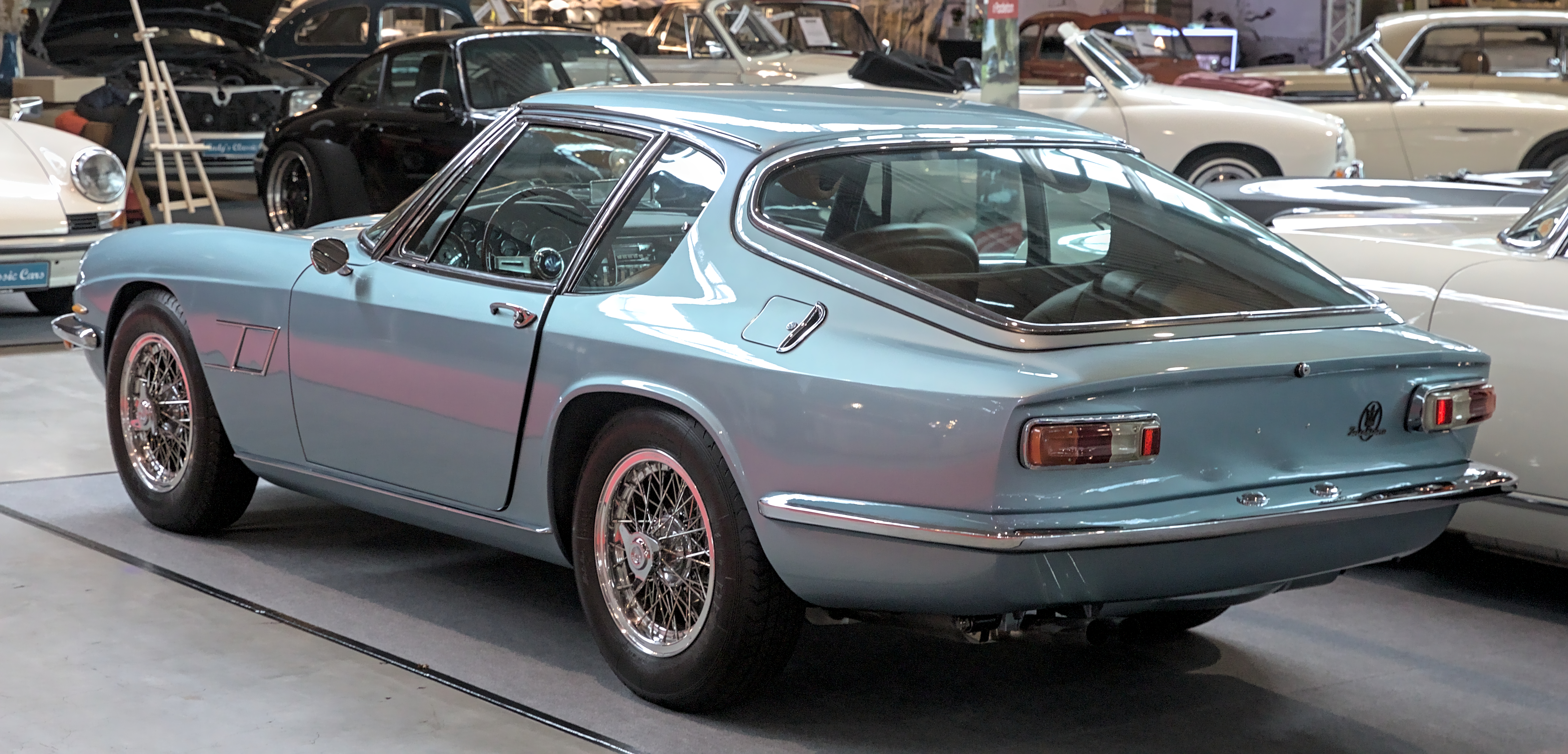
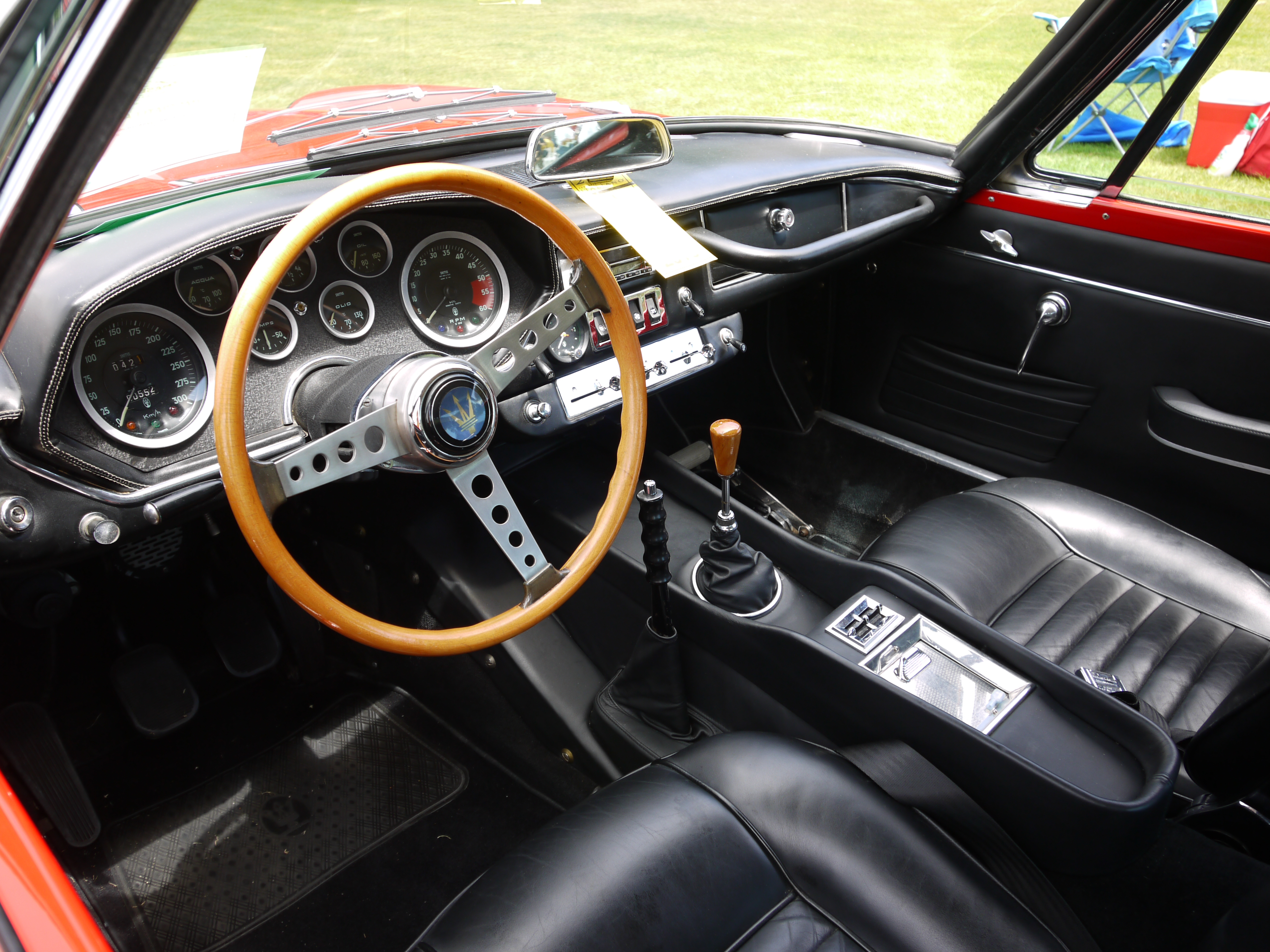

Son nom fait référence au mistral, un vent puissant qui souffle dans la vallée du Rhône dans le sud de la France. Elle est la première Maserati à porter le nom d'un vent, suivie plus tard des Maserati Ghibli, Maserati Bora, Maserati Khamsin, Maserati Shamal, et Maserati Levante.

Mistral spider cabriolet
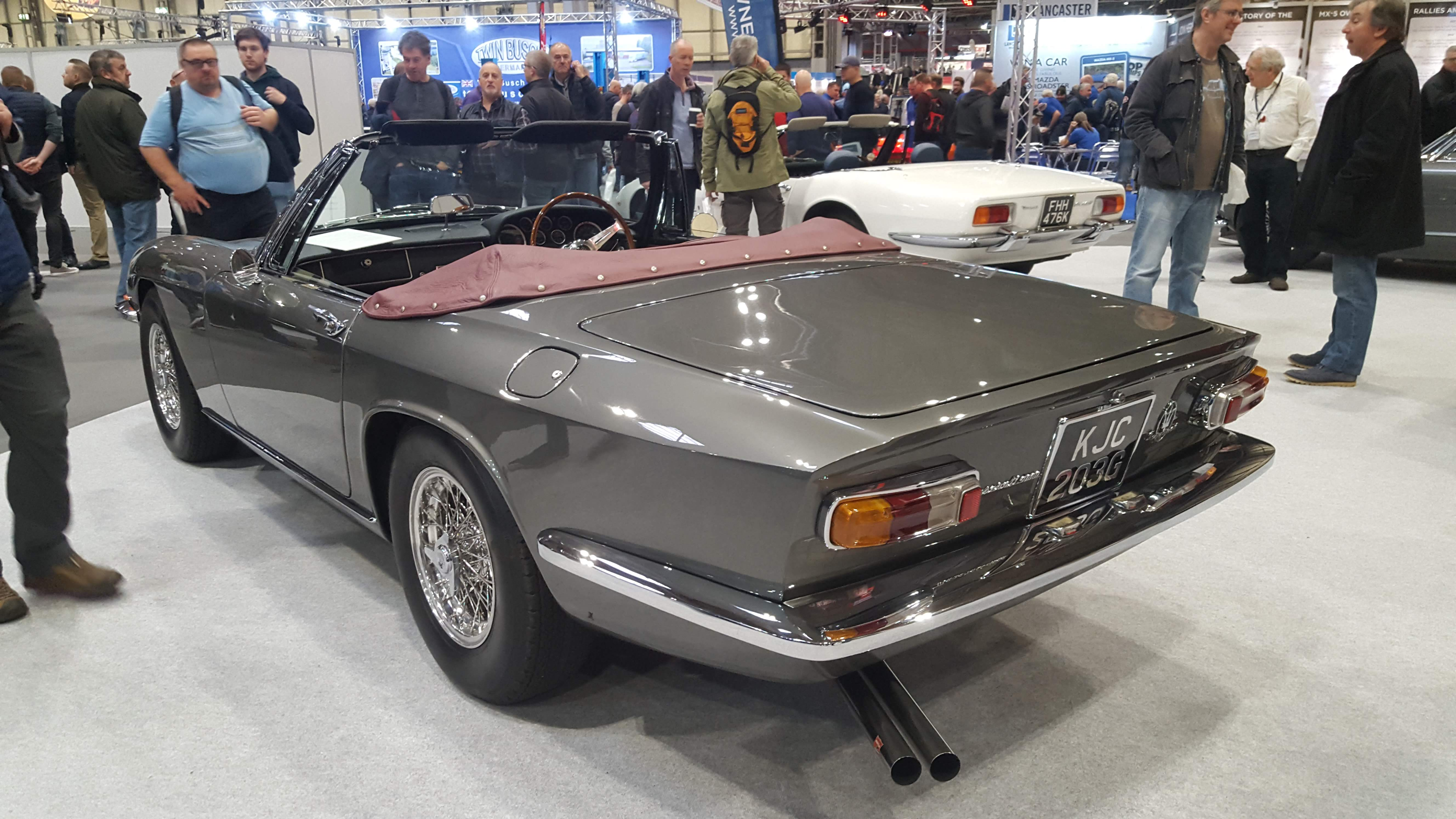
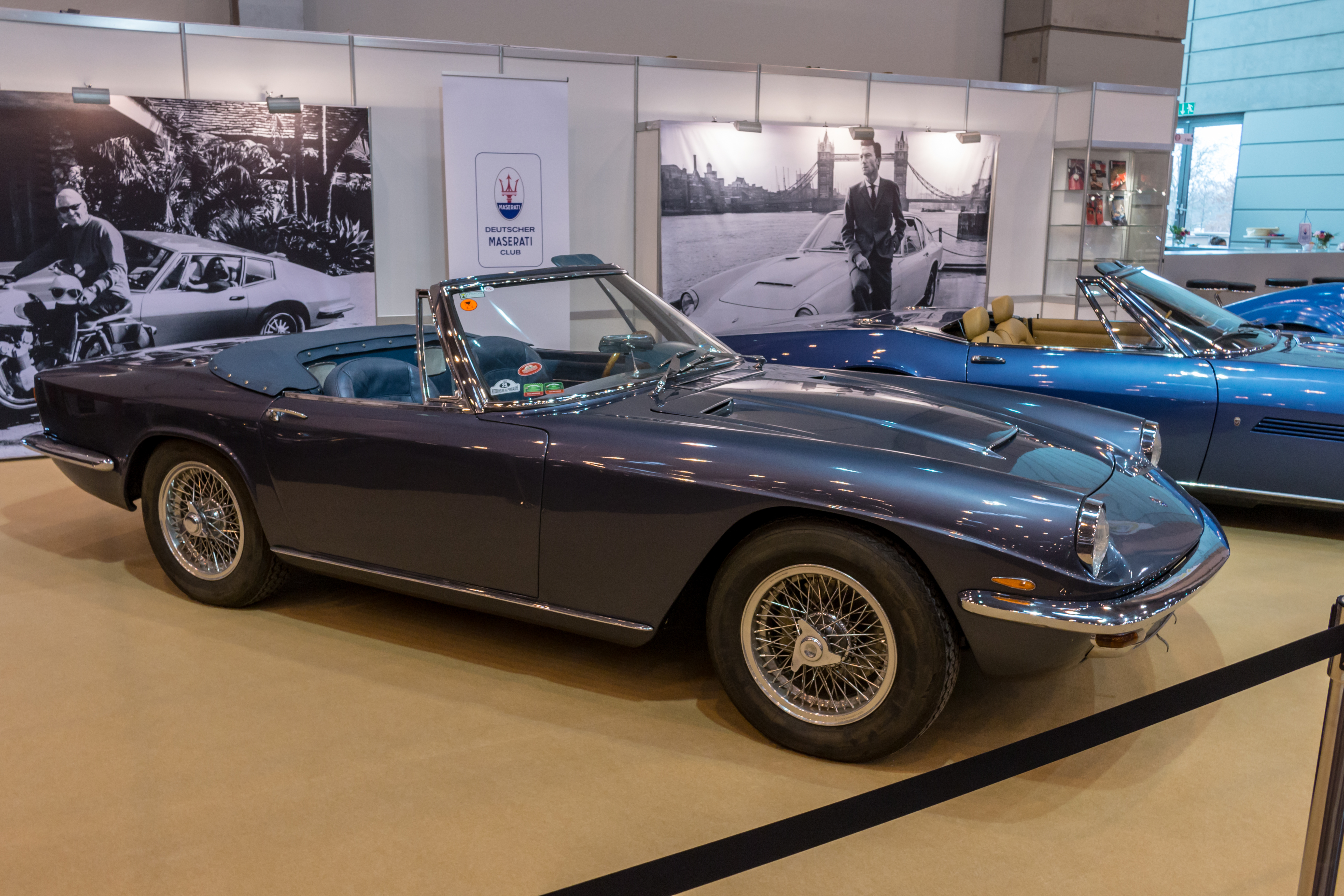

La version spider cabriolet (avec option hardtop) est conçue par le designer Giovanni Michelotti, et présentée au salon automobile de Genève 1964.

## Motorisation
La Mistral reprend, à son lancement, le moteur 6 cylindres en ligne 3,5 L de cylindrée de 235 ch des Maserati 3500 GT précédentes, suivit de versions 3,7 L pour 245 ch, et 4 L de 255 ch (Mistral 4000). 

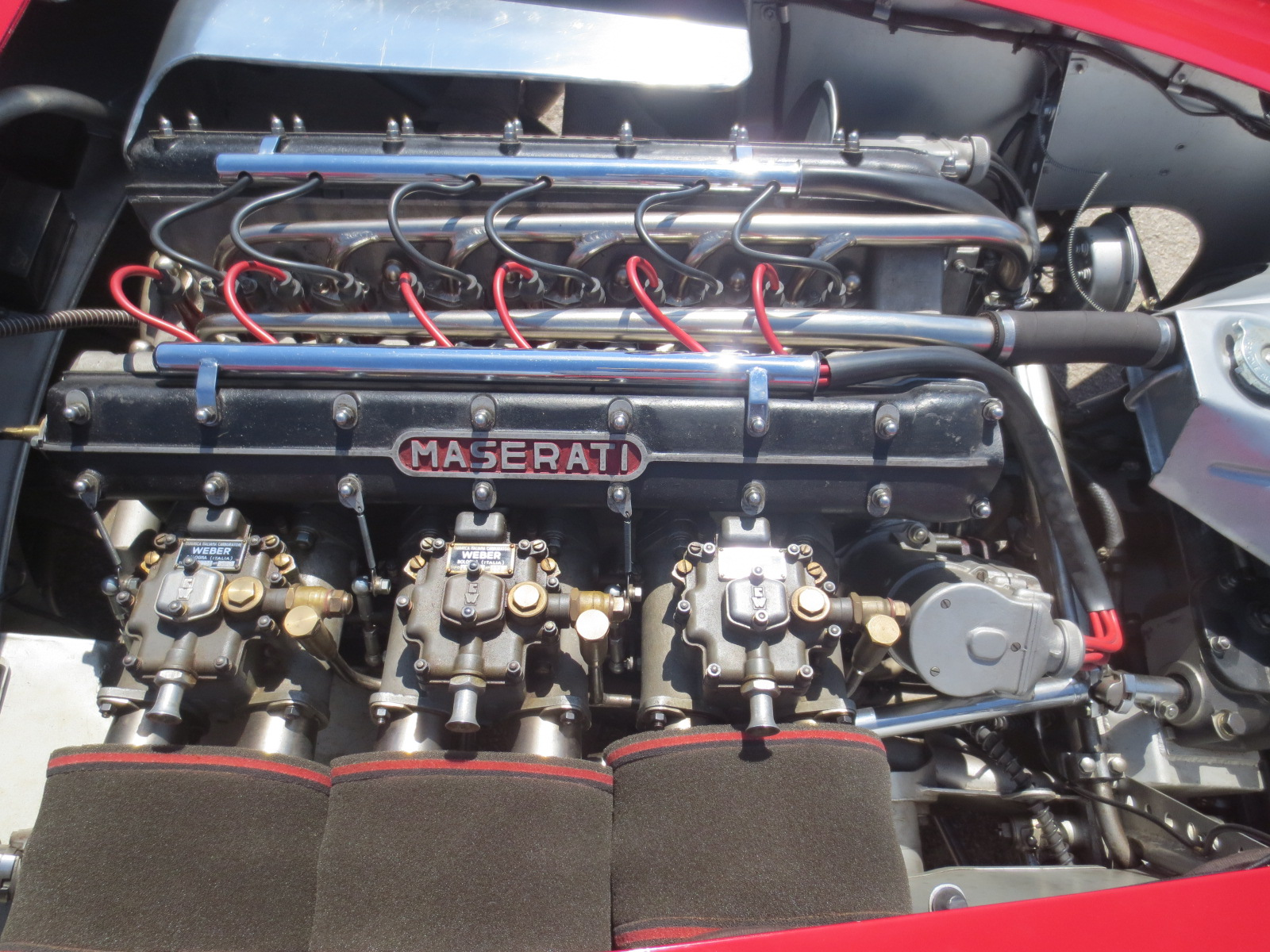
Moteur Maserati Mistral 6 cylindres en ligne.

La Mistral est la dernière Maserati (avec la Maserati Sebring) à être motorisée avec ce célèbre moteur 6 cylindres en ligne à double arbres à cames en tête, double allumage, deux soupapes par cylindre, dérivé de celui des Maserati 350S et Formule 1 Maserati 250F, championne du monde de Formule 1 1957 avec Juan Manuel Fangio. Ce moteur dispose de chambres de combustion hémisphériques et d'une injection indirecte Lucas, une véritable première dans le monde des voitures sportives italiennes de l'époque. Bien que l'injection garantisse de meilleures prestations, certains propriétaires traditionalistes, notamment aux États-Unis, préfèrent remplacer le système d'injection par des carburateurs Weber plus fiables.
Les Maserati Sebring 6 cylindres en ligne (1963), Maserati Ghibli I V8 (1966), Maserati Indy V8 (1969), Maserati Bora V8 (1971) et Maserati Merak V6 (1972) lui succède. 